# Die Mooskirchner
Die Mooskirchner sind eine österreichische Musikgruppe aus dem Bereich der volkstümlichen Musik und des volkstümlichen Schlagers. Die Band hat internationale Auftritte und wurde mit einer Goldenen Schallplatte ausgezeichnet. Die Band produziert mit eigener Plattenfirma und eigenem Verlag MOS-Musik.

## Geschichte
Im Jahre 1975 war der ehemalige Bandleader Helmut Freydl Mitbegründer der Gruppe Mooskirchner Quintett. Diese präsentierte ihre Heimat Steiermark seit den 1970er Jahren als Profi-Musikgruppe im europäischen Raum und stand bis zu 300 Tage im Jahr auf der Bühne. In dieser Formation wurde 15 Jahre gemeinsam musiziert, bis durch berufliche Veränderungen einiger Musiker Helmut Freydl 1989 die Gruppe als Die Mooskirchner neu formierte.
Das erste in neuer Besetzung aufgenommene Album war Es klingt Musik und wurde mit der Goldenen Schallplatte ausgezeichnet. Ab da trug auch der Klarinettist Helmut Färber als Komponist und Arrangeur zum Erfolg der Gruppe bei.
Die Mooskirchner wurden in internationalen Fachkreisen auch schon als die Philharmoniker der volkstümlichen Musik bezeichnet, obwohl sie auch Hardrock-Stücke interpretieren.
Die Mooskirchner wurden in Folge zu allen bekannten volkstümlichen Fernsehsendungen eingeladen, wiederholte Male in Karl Moiks Musikantenstadl. Über 3000 Auftritte in Österreich, Italien, Südtirol, Schweiz, Deutschland, Belgien, Holland, Frankreich, Ungarn, Slowenien, Kroatien, Türkei, einige Mittelmeerkreuzfahrten und eine Australien-Tournee mit einem Auftritt beim Formel 1 Grand Prix in Melbourne, bei dem sich George Harrison dazugesellte, erfolgten bisher.
Der langjährige Akkordeonist Helmut Freydl teilte mit, aus Berufsgründen die Band im Jahre 2012 zu verlassen. Nachfolger wurde Mario Pirsterer, ehem. Akkordeonist der Grazer Spatzen. Erstes Album in neuer Besetzung war Männer haben Glück mit Eigenkompositionen von Mario Pirsterer.
Weitere ehemalige Mitglieder sind:
- Helmut Färber
- Gerhard Freiinger
- Christian Strommer
- Sepp Mattlschweiger
- Wolfgang Matzhold
- Friedl Lazarus (1947–2025)
- Sandi Skoflek
- Anton Kurej
- Erich Kleindienst

Aus Anlass des 50. Bestandsjubiläums sind am 10. und 11. Mai 2025 eine Reihe von Veranstaltungen vorgesehen.

## Diskografie (Auszug)
- 1991 − Es klingt Musik (AT: Gold)[3]
- 1995 − Musik voller Schwung
- 1995 − Ohne Moos nichts los
- 1997 − Dingl dongl
- 1998 − Mir san vom Wald
- 1998 − Schützenfest
- 2000 − Oh Carina
- 2000 − Das Beste – Vol. 2
- 2001 − Musik öffnet alle Türen
- 2002 − Beschwingt durch's Alpenland
- 2002 − Die Mooskirchner spielen Hits von Slavko Avsenik
- 2003 − Urlaub und Sonne
- 2004 − Die Philharmoniker der Volksmusik spielen Mooskirchner und Avsenik (Doppel-CD)
- 2004 − Für unsere Walzer- und Polkafreunde
- 2004 − Sonderedition (Original Oberkrainer Alfi & Avsenik Terzett; Doppel-CD)
- 2005 − Gold-Edition
- 2006 − Musik mit Herz und Schwung
- 2008 − Mit Musik um die Welt
- 2008 − Die Mooskirchner (Box-Set)
- 2013 − Männer haben Glück
- 2015 − 40 Jahr
- 2020 − Genieße den Tag
- Ein bißchen Liebe
- Auf der hohen Alm/Sepp, let’s go (Single-CD)
- Heißer Sand und Tequila (Single-CD)

## Auftritte und Tourneen (Auszug)
- Musikantenstadl-Tourneen in Moskau, Peking und Dubai mit Karl Moik
- Lustige-Musikanten-Tourneen in Kanada (Whistler Mountains) mit Marianne & Michael
- Hansi Hinterseer Open Air und die Show im ORF bzw. in der ARD
- Könige der Volksmusik
- Kosovo bei den KFOR-Truppen
- Dubai Ski Club (Jahresfeier in Serfaus)
- USA- & Kanada-Tourneen
- Slowenien (Marianza)
- 50 Jahre Bühnenjubiläum von Vilko und Slavko Avsenik in Bled/Slowenien (Liveschaltung zum Musikantenstadl)
- Wernesgrüner Musikantenschenke im MDR
- Achims Hitparade im MDR
- Volkstümliche Hitparade im ZDF
- Schlagerparade der Volksmusik in der ARD
- Wenn die Musi spielt Eurovisionssendung ORF und ZDF
- Die Brieflos-Show im ORF
- Licht ins Dunkel im ORF

## Erfolge
- Juche auf der hohen Alm
- Burschenfest am Irschenberg